# Clara Hohrath
Clara Rommel-Hohrath (* 17. Dezember 1873 in Barmen (heute Stadtteil von Wuppertal); † 10. Januar 1962 in Murrhardt) war eine deutsche Schriftstellerin.

## Leben
Die Schriftstellerin Clara Hohrath ist weitgehend in Vergessenheit geraten. Clara Rommel, die ihren Geburtsnamen Hohrath als Künstlernamen behielt, wurde am 17. Dezember 1873 in Barmen, bis 1929 eine selbstständige Stadt (heute Stadtteil Wuppertals), geboren. Nachdem sie heiratete, lebte die Autorin, deren Schwester Ottilie ebenfalls Schriftstellerin war, ab 1910 in Obertürkheim bei Stuttgart und wurde als Kinder- und Jugendbuchautorin besonders durch ihre Mädchenbücher bekannt. Wiederentdeckt wurde kürzlich ihr Jugendbuch „Hannelore entdeckt die Großstadt“, das den Aufbruch der Moderne als Briefroman schildert und dabei Stuttgart aus der Perspektive einer Heranwachsenden beschreibt.
Ihre Tochter war die Schriftstellerin Alberta Rommel (1912–2001).

## Werke (Auswahl)
- Fintje. Eine Erzählung aus dem alten Brüssel Fried. Wilh. Grunow, Leipzig 1905
- Dan und Lizzie. Ein Roman von den Normannischen Inseln, Fried. Wilh. Grunow, Leipzig 1906
- Im Wupperthal. Barmer Geschichten aus dem fünfzehnten Jahrhundert Fried. Wilh. Grunow, Leipzig 1907
- Das Lied des Meeres, Roman, Fried. Wilh. Grunow, Leipzig 1909
- Im Banne Roms, Cottasche Buchhandlung, Stuttgart/Berlin 1913
- … besonders in Stuttgart, erste Ausgabe von „Hannelore erlebt die Grosstadt“, noch ohne die Textillustrationen von Alfred Hugendubel, K. Thienemanns Verlag, Stuttgart 1931
- Hannelore erlebt die Grosstadt. Eine vergnüglich Geschichte von den heutigen Schwaben mit vielen Bildern von Alfred Hugendubel, K. Thienemanns Verlag, Stuttgart 1932; 2. Auflage (Bindequote) mit neuer Einbandillustration (Ruth), K. Thienemanns Verlag, Stuttgart (1935)